# أوبارفيلييه
أوبارفيلييه (بالفرنسية: Aubervilliers) هي بلدية فرنسية  تابعة لإقليم سين سان دوني في إيل دو فرانس وتقع في شمال فرنسا وهي اليوم ضاحية لباريس ويسكنها حوالي 74701 نسمة حسب إحصائيات سنة 2009.

## توأمة
لأوبارفيلييه اتفاقيات توأمة مع كل من:
- ينا (6 مايو 1999 - )[8]
- إمبولي

## معرض صور

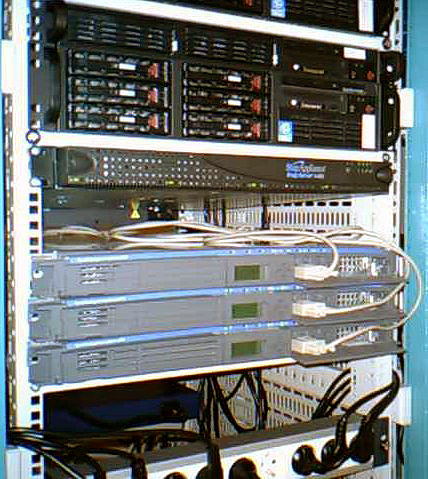
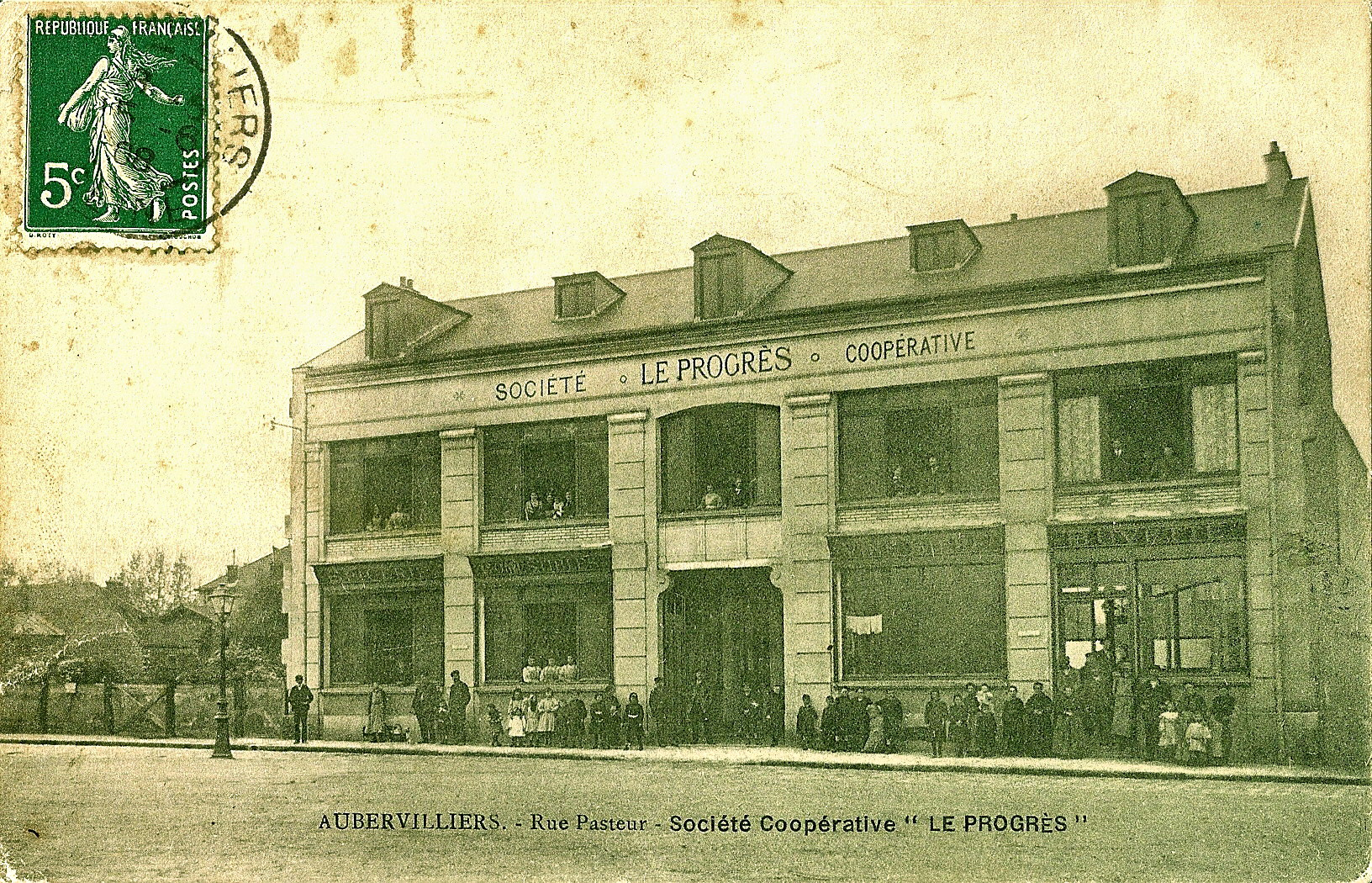
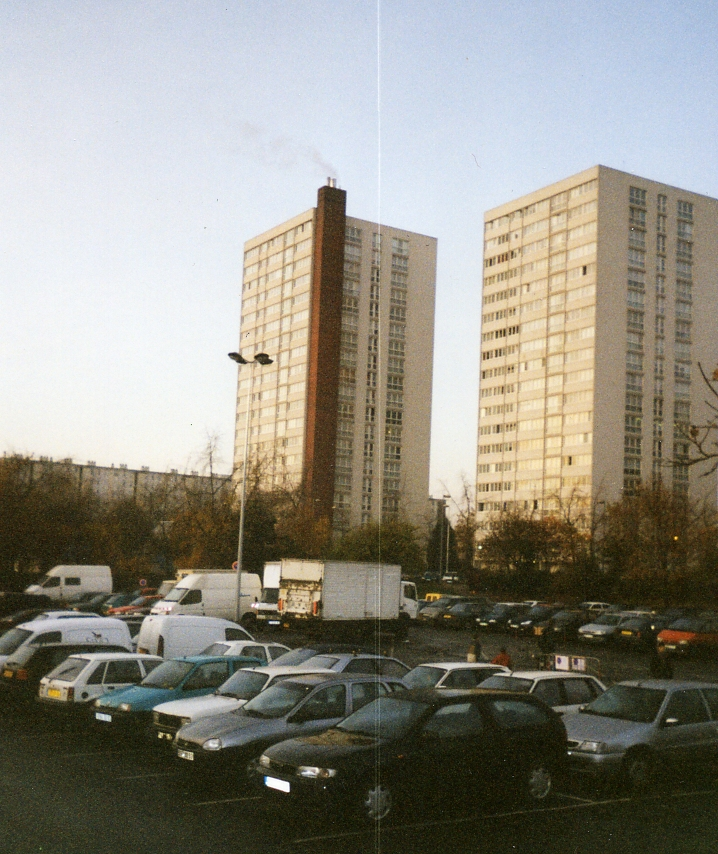
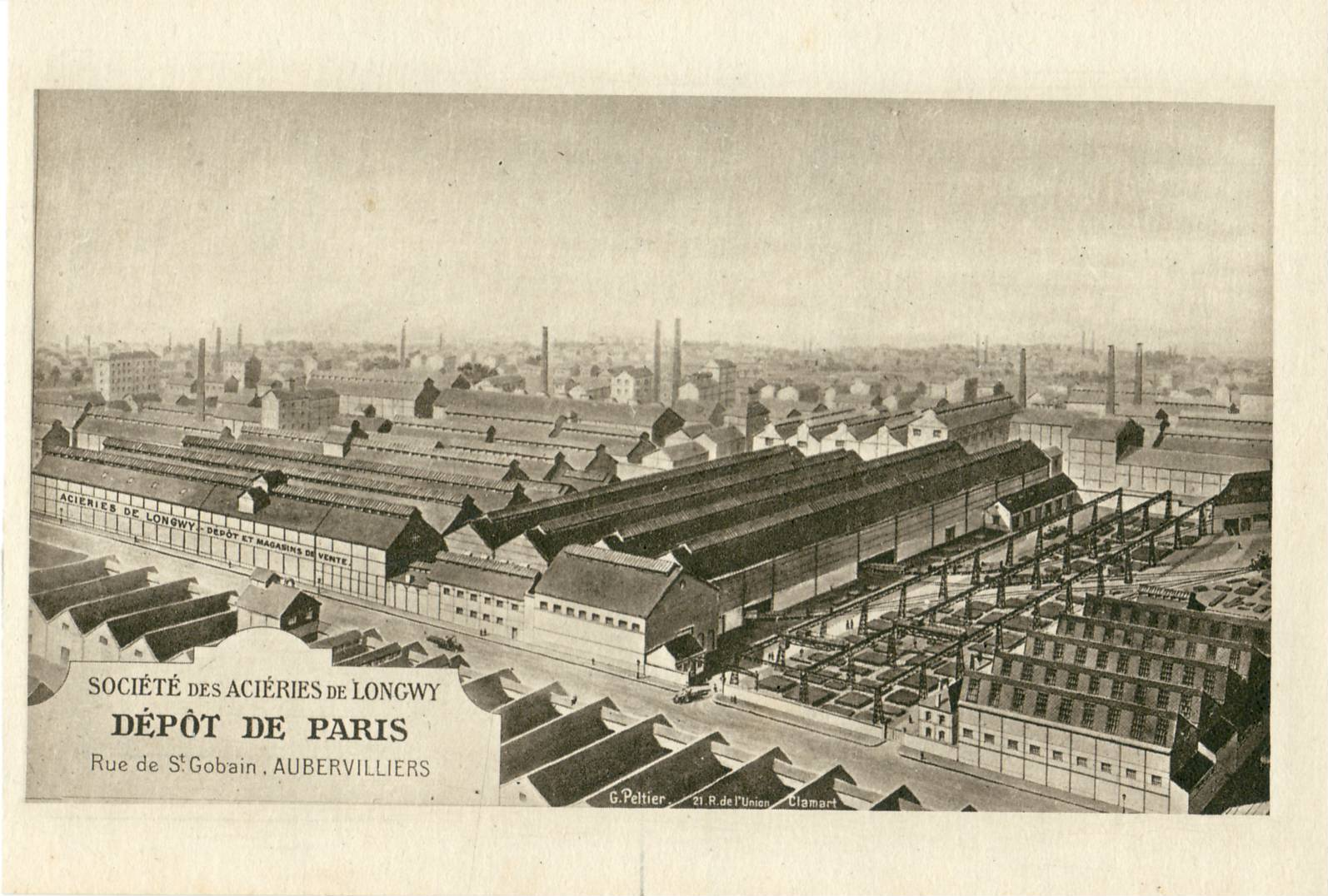

## أعلام
- محمد فارس
- سوني موستيفار
- لوسيان ميتشارد
- ياسمين بلماضي
- فوسيني دياباتي
- أبو ديابي

## روابط
- الموقع الرسمي لعمادة المدينة